# Julia (비틀즈의 노래)
〈Julia〉는 비틀즈의 곡이지만 존 레논의 솔로 곡으로 연주되었다. 이 곡은 1958년 44세의 나이로 사망한 그의 어머니 줄리아 레논에 관한 레논(레논-매카트니로 표기)에 의해 쓰여졌다.
이 곡은 1968년 더블 디스크 음반 《The Beatles》의 2면(디스크 1)에 있는 마지막 곡이며 음반용으로 녹음된 마지막 곡이다. 1976년 비틀즈 싱글 〈Ob-La-Di, Ob-La-Da〉의 B 사이드로도 발매됐다.

## 참여 인원
- 존 레논 - 더블 트랙 보컬, 더블 트랙 어쿠스틱 기타